# The Birthday Cake
 (novembre 2020).
Si vous disposez d'ouvrages ou d'articles de référence ou si vous connaissez des sites web de qualité traitant du thème abordé ici, merci de compléter l'article en donnant les références utiles à sa vérifiabilité et en les liant à la section « Notes et références ».
Pour plus de détails, voir Fiche technique et Distribution.
The Birthday Cake est un thriller américain réalisé par Jimmy Giannopoulos et sorti en 2021.

## Synopsis
Giovanni, un jeune homme, est contraint de poursuivre la tradition familiale consistant à apporter un gâteau à son oncle mafieux, Angelo, le jour de l'anniversaire de la mort de son père. L'année des dix ans après l'événement, l'existence de Giovanni va être bouleversée lorsqu'il devient témoin d'un meurtre.

## Fiche technique
Sauf indication contraire, les informations mentionnées dans cette section peuvent être confirmées par la base de données cinématographiques IMDb,  présente dans la section « Liens externes ».
- Titre : The Birthday Cake
- Réalisation : Jimmy Giannopoulos
- Scénario : Diomedes Raul Bermudez, Shiloh Fernandez et Jimmy Giannopoulos
- Photographie : Sean Price Williams
- Production : Diomedes Raul Bermudez, Shiloh Fernandez, Siena Oberman et Danny Sawaf
  - Production exécutive : Ron Esfandiari, Greg Lautirano, Damiano Tucci, Tiziano Tucci et Jason Weinberg
- Sociétés de production : Purpose Films, Artemis, Oceana Studios et Tucci & Company
- Pays d'origine :  États-Unis
- Langue originale : anglais
- Format : couleur
- Genre : Drame, film de gangsters et thriller
- Date de sortie :
  - États-Unis : 18 juin 2021

## Distribution
- Shiloh Fernandez (VF : Donald Reignoux) : Giovanni
- Ewan McGregor (VF : Bruno Choël) : Père Kelly
- Val Kilmer : Angelo
- Lorraine Bracco (VF : Anne Plumet) : Sofia
- Emory Cohen : Leo
- Ashley Benson : Tracey
- Penn Badgley (VF : Anatole de Bodinat) : Peeno
- William Fichtner : l'oncle Ricardo
- David Mazouz : Giovanni, jeune
- Vincent Pastore (VF : Serge Biavan) : Vito
- Jeremy Allen White (VF : Thierry d'Armor) : Tommaso
- Luis Guzmán (VF : Jean-Paul Pitolin) : Jochee
- Paul Sorvino : l'oncle Carmine
- John Magaro (VF : Antoine Schoumsky) : Joey
- Nick Vallelonga (VF : Constantin Pappas) : l'oncle Tiny Tony
- Jake Weary : l'agent Pete

 Source et légende : version française (VF) sur RS Doublage